# Cumengéite
La cumengéite est une espèce minérale composée d'hydroxy-halogénure de plomb et de cuivre, de formule Pb21Cu20Cl42(OH)40·6H2O.

## Historique de la description et appellations

### Inventeur et étymologie
La cumengéite fut décrite par François Ernest Mallard (1833-1894) en 1893. Cette espèce minérale est dédiée à l'ingénieur des mines français Édouard Cumenge (1828-1902).

### Topotype
Le gisement topotype se trouve à la mine Amélie, de la Compagnie du Boléo, à Santa Rosalia, au Mexique.

### Synonymes
Il existe pour cette espèce deux synonymes :
- cumengéite ;
- cumengite.

## Caractéristiques physico-chimiques

### Critères de détermination
La cumengéite forme des cristaux d'habitus octaédrique ou cuboctaédrique, d'éclat vitreux. Sa couleur est bleu-indigo, son trait est bleu ciel. Elle peut être subtransparente ou opaque.
C'est un minéral peu dur (2,5 sur l'échelle de Mohs). Sa cassure est subconchoïdale.
Elle est soluble dans l'acide nitrique.

### Cristallographie

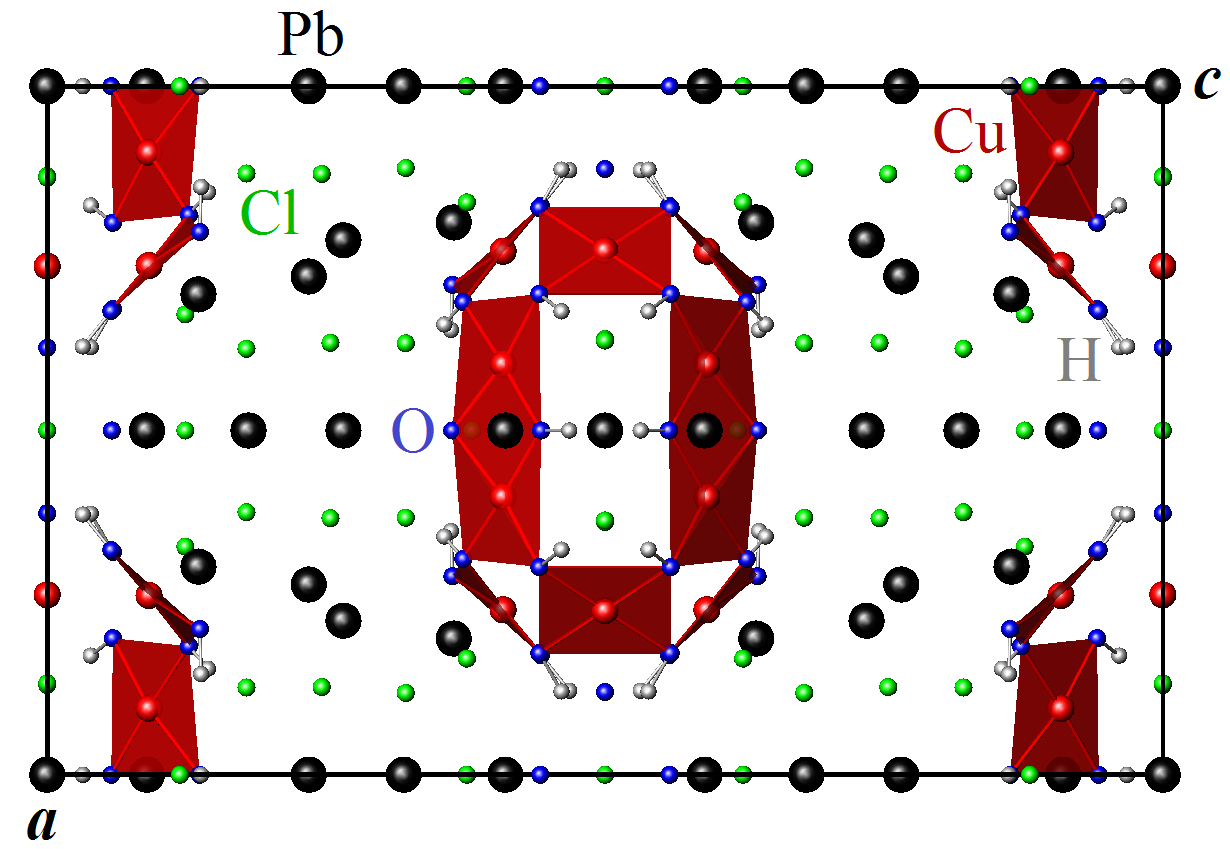
Structure de la cumengéite projetée dans le plan (a, c). Noir : Pb, rouge : Cu, vert : Cl, bleu : O, gris : H.

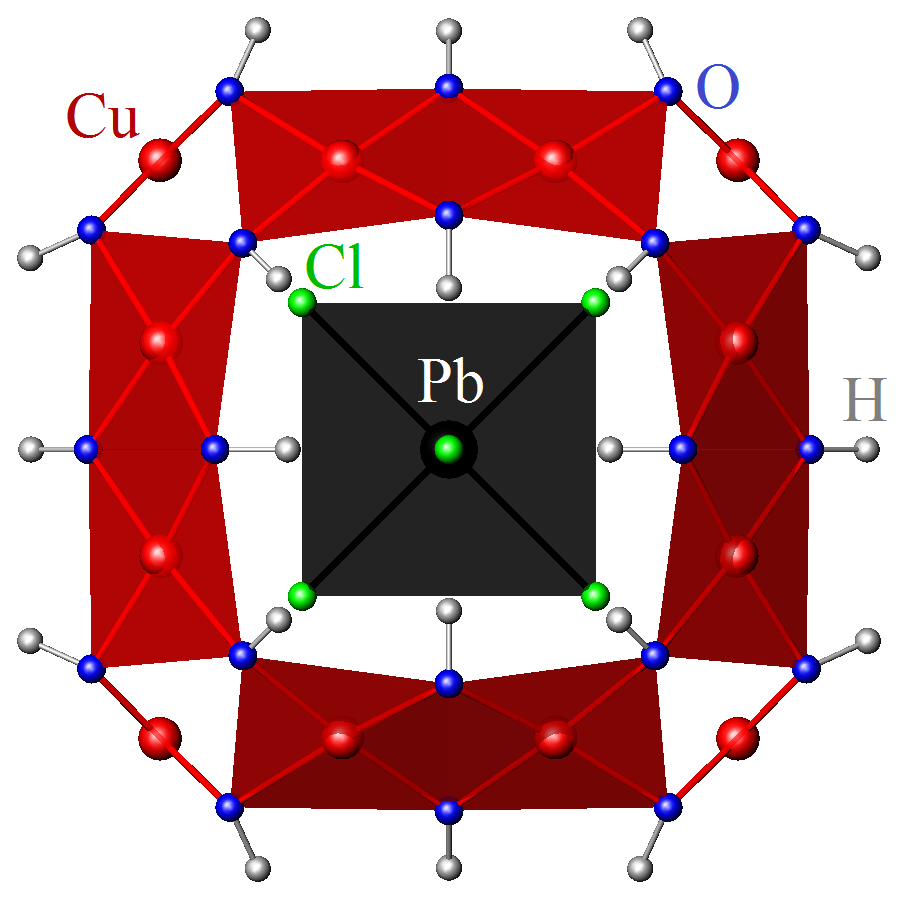
Cage ouverte de cuivre, projetée selon la direction [001].

| La cumengéite cristallise dans le système cristallin quadratique (ou tétragonal), de groupe d'espace I4/mmm (Z = 2 unités formulaires par maille conventionnelle). - Paramètres de la maille conventionnelle : {\displaystyle a} = 15,100 7 Å, {\displaystyle c} = 24,494 Å (V = 5 585,40 Å3) - Masse volumique calculée = 4,70 g/cm3 Les cations Pb2+ occupent cinq sites non-équivalents d'environnements très différents : - Pb1 en coordination (6) octaédrique déformée de chlore : groupes PbCl6 ; - Pb2 en coordination (8+1) de chlore et d'oxygène : les anions Cl− forment un antiprisme tétragonal déformé avec un anion O2− au-dessus d'une face quadratique : groupes PbCl8O ; - Pb3 en coordination (6+1) de chlore et d'OH : les anions Cl− forment un prisme trigonal déformé avec un groupe hydroxyle sur un des côtés : groupes PbCl6OH ; - Pb4 en coordination (5+3) de chlore et d'OH : groupes PbCl5(OH)3 ; - Pb5 en coordination (6+2) de chlore et d'OH : groupes PbCl6(OH)2. Les cations Cu2+ occupent deux sites non-équivalents : - Cu1 en coordination (4+2) octaédrique déformée de groupes hydroxyles et de chlore : groupes Cu(OH)4Cl2 ; - Cu2 en coordination (5+1) octaédrique déformée de groupes hydroxyles, d'oxygène et de chlore : groupes Cu(OH)4OCl. |

La distribution des longueurs de liaison dans les octaèdres Cu(OH)4Cl2 et Cu(OH)4OCl, des liaisons Cu-O courtes de longueur moyenne 1,97 Å et deux liaisons Cu-O et Cu-Cl plus longues (2,53 Å et 2,87 Å), est typique de l'effet Jahn-Teller rencontré dans les composés de Cu(II) et permet une description alternative de la structure en termes de groupes plans carrés Cu(OH)4. Dans cette description, les groupes Cu1(OH)4 sont reliés par leurs arêtes et forment des dimères Cu12(OH)6 ; ces dimères sont reliés par leurs sommets aux groupes Cu2(OH)4 et forment des cages aplaties Cu20(OH)40 ouvertes, contenant les octaèdres Pb1Cl6. Ces cages sont similaires à celles observées dans la boléite.

## Gîtes et gisements

### Gîtologie et minéraux associés
Il s'agit d'une espèce rare qui se rencontre dans les zones sédimentaires d’oxydation du cuivre ayant été immergées par l’eau de mer. Elle est trouvée associée à la boléite et à la pseudoboléite.

### Gisements producteurs de spécimens remarquables
- Angleterre

Loe Warren Zawn, Botallack, Botallack - Pendeen Area, St Just District, Cornouailles
- Italie

Mont Somma (Vésuve), Campanie
- Mexique

Mine Amélie, Boléo, Santa Rosalia, Basse-Californie-du-Sud (topotype)